# Skyflash

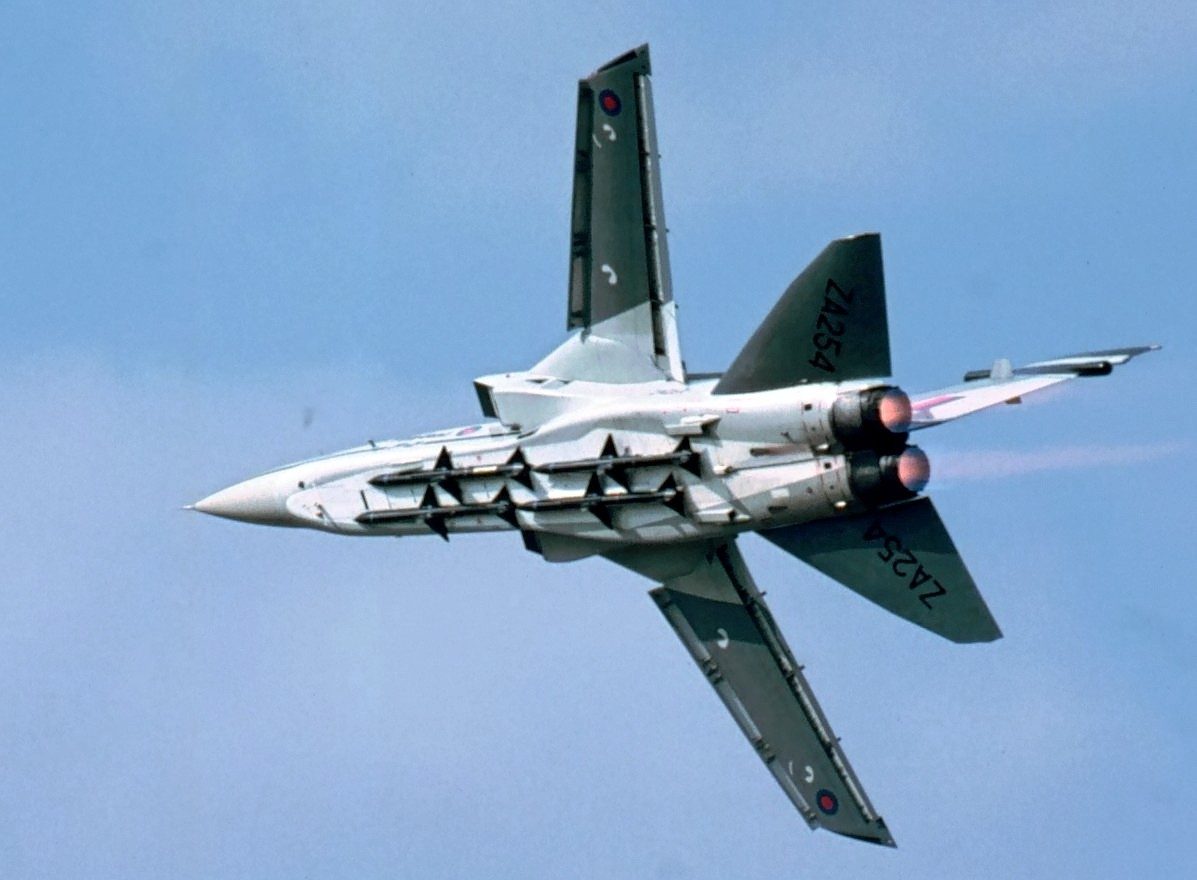
Quatre Skyflash emporté par un prototype du Panavia Tornado en 1980.

Le Skyflash est un missile air-air britannique dérivé du AIM-7 Sparrow américain conçue par British Aerospace et entré en service en 1978. 
Il équipe notamment les avions Tornado ADV de la RAF et les JA-37 Viggen de l'armée de l'air suédoise.